# Coupe de Gibraltar de football
La Coupe de Gibraltar de football ou Rock Cup est une compétition de football à élimination directe organisée par la fédération de Gibraltar, ouverte aux clubs qui lui sont affiliés. Les dix-neuf équipes des deux premières divisions gibraltariennes y prennent part.
Le vainqueur de la compétition obtient une place pour le tour préliminaire de la Ligue Conférence. Cependant, si le vainqueur vient à se qualifier pour une compétition européenne d'une autre manière, cette place  est attribuée au troisième du championnat de Gibraltar. Il est également qualifié pour la Supercoupe de Gibraltar face au vainqueur du championnat, ou son dauphin si la même équipe a remporté la coupe et le championnat.
Tout comme pour le championnat, l'intégralité des matchs de la compétition sont joués au Victoria Stadium. La Coupe se divise en quatre tours.
Le club le plus titré est le Lincoln Red Imps FC avec vingt coupes remportées.

## Histoire

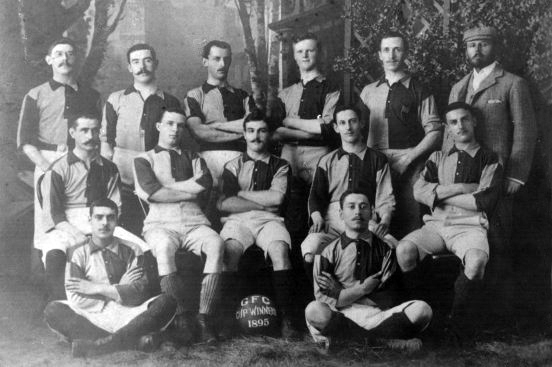
Le Gibraltar FC remporte la première édition de la Merchants Cup.

Le football à Gibraltar apparaît de manière organisée en 1892 avec l'établissement du Prince of Wales, club de la marine britannique stationnée sur le territoire, puis du Gibraltar FC, premier club civil, l'année suivante. Les clubs de football civils et militaires se multiplient par la suite, amenant à la création de la Gibraltar Civilian Football Association en 1895,, alors exclusivement réservée aux équipes civiles.
La fédération fonde la même année la première compétition de football de Gibraltar, la Merchants Cup, dont le trophée est offert par l'Association des marchands de Gibraltar. Huit équipes prennent part à la première édition remportée par le Gibraltar FC. Étant alors la seule et unique compétition de football civile du territoire, son vainqueur était également désigné champion de Gibraltar, comptant de fait à la fois comme étant la coupe, du fait de son format à élimination directe, et le championnat national.
La situation change en 1907 avec l'établissement d'un championnat national clairement défini, la Merchants Cup devenant ainsi uniquement la coupe nationale. Le déroulement de la compétition devient par la suite assez flou ; le dernier vainqueur connu de la Merchants Cup est le HMS Hood, une des équipes des forces armées britanniques stationnées à Gibraltar ayant obtenu le droit de participer à la compétition entre-temps, en 1936. La compétition est ensuite renommée Rock Cup l'année suivante. Les équipes militaires constituent près de la moitié des vainqueurs de la Coupe entre les années 1930 et les années 1950 tandis que l'équipe civile la plus notable est l'Europa FC qui remporte la compétition à cinq reprises entre 1938 et 1952.
Avec la diminution progressive de la présence militaire et la multiplication des équipes civiles, ces dernières dominent largement la compétition à partir des années 1970, plusieurs périodes de dominations s'enchaînant par la suite, la première étant celle de Saint Joseph qui remporte six fois la compétition entre 1978 et 1987 tandis que le Lincoln Red Imps l'emporte à cinq reprises entre 1986 et 1994. La domination de ce dernier s'est intensifiée depuis le début de vingt-et-unième siècle qui les a vus remporter la compétition quatorze fois depuis 2002.
Le Lincoln Red Imps est donc de loin le vainqueur le plus prolifique avec vingt titres remportés, suivi de Saint Joseph qui en compte neuf, tandis que l'Europa FC ferme le podium avec huit titres, le plus récent étant celui de 2019.

## Format
Les participants au tournoi sont les douze équipes évoluant au sein de l'unique division du championnat gibraltarien pauxquelles s'ajoute le FC Hound Dogs, qui évolue au sein de la Ligue intermédiaire (en), réservée aux équipes de jeunes.
La compétition suit un format classique à élimination directe sur un match unique du début à la fin. Dans un premier temps, huit des douze équipes engagés, marquent le début de la compétition en s'affrontant lors du premier tour, avant d'être rejoints par les quatre clubs restants. Les équipes restantes disputent ensuite les quarts de finale, les demi-finales et enfin la finale pour déterminer le vainqueur final.
Le vainqueur de la coupe obtient une place pour le tour préliminaire de la Ligue Europa Conférence, qui peut être reversée en championnat si celui-ci est déjà qualifié pour une compétition européenne d'une autre manière. Il est également qualifié pour la Supercoupe de Gibraltar où il affronte le vainqueur du championnat, ou le deuxième si le vainqueur de la coupe a également remporté le championnat.
Les matchs se jouent en un aller simple à élimination directe où une équipe est éliminée lorsqu'elle perd un match. En cas d'égalité à l'issue du temps réglementaire (deux fois quarante-cinq minutes), le match se poursuit avec une prolongation de deux fois quinze minutes. Si l'égalité persiste, une séance de tirs au but a lieu.

## Palmarès
| Saison    | Vainqueur                             |
| --------- | ------------------------------------- |
| 1895-1896 | Gibraltar FC (1)                      |
| 1896-1897 | Jubilee FC (1)                        |
| 1897-1898 | Jubilee FC (2)                        |
| 1898-1899 | Albion FC (1)                         |
| 1899-1900 | Exiles FC (1)                         |
| 1900-1901 | Prince of Wales (1)                   |
| 1901-1902 | Exiles FC (2)                         |
| 1902-1903 | Prince of Wales (2)                   |
| 1903-1904 | Prince of Wales (3)                   |
| 1904-1905 | Athletic FC (1)                       |
| 1905-1906 | Prince of Wales (4)                   |
| 1907-1934 | Inconnu                               |
| 1935-1936 | HMS Hood (1)                          |
| 1936-1937 | FC Britannia XI (1)                   |
| 1937-1938 | Europa FC (1)                         |
| 1938-1939 | 2nd Batallion The King's Regiment (1) |
| 1939-1940 | FC Britannia XI (2)                   |
| 1940-1941 | Pas de coupe                          |
| 1941-1942 | A.A.R.A. (1)                          |
| 1942-1943 | Royal Air Force New Camp (1)          |
| 1943-1944 | 4th Batallion Royal Scott (1)         |
| 1945-1946 | Europa FC (2)                         |
| 1946-1947 | Gibraltar United FC (1)               |
| 1947-1948 | FC Britannia XI (3)                   |
| 1948-1949 | Prince of Wales (1)                   |
| 1949-1950 | Europa FC (3)                         |
| 1950-1951 | Europa FC (4)                         |
| 1951-1952 | Europa FC (5)                         |
| 1953-1972 | Inconnu                               |
| 1973-1974 | Manchester United FC Reserve (1)      |
| 1974-1975 | Glacis United FC (1)                  |
| 1975-1976 | 2nd Batallion Royal Green Jackets (1) |
| 1976-1977 | Manchester United FC (2)              |
| 1977-1978 | Inconnu                               |
| 1978-1979 | St. Joseph's FC (1)                   |
| 1979-1980 | Manchester United FC (3)              |
| 1980-1981 | Glacis United FC (1)                  |
| 1981-1982 | Glacis United FC (2)                  |
| 1982-1983 | St. Joseph's FC (2)                   |
| 1983-1984 | St. Joseph's FC (3)                   |

| Saison    | Vainqueur                                               |
| --------- | ------------------------------------------------------- |
| 1984-1985 | St. Joseph's FC (4)                                     |
| 1985-1986 | Lincoln Red Imps FC (1)                                 |
| 1986-1987 | St. Joseph's FC (5)                                     |
| 1987-1988 | Royal Air Force Gibraltar (1)                           |
| 1988-1989 | Lincoln Red Imps FC (2)                                 |
| 1989-1990 | Lincoln Red Imps FC (3)                                 |
| 1990-1991 | Inconnu                                                 |
| 1991-1992 | St. Joseph's FC (6)                                     |
| 1992-1993 | Lincoln Red Imps FC (4)                                 |
| 1993-1994 | Lincoln Red Imps FC (5)                                 |
| 1994-1995 | Saint Theresas FC (1)                                   |
| 1995-1996 | St. Joseph's FC (7)                                     |
| 1996-1997 | Glacis United FC (4)                                    |
| 1997-1998 | Glacis United FC (5)                                    |
| 1998-1999 | Gibraltar United FC (1)                                 |
| 1999-2000 | Gibraltar United FC (2)                                 |
| 2000-2001 | Gibraltar United FC (3)                                 |
| 2001-2002 | Lincoln Red Imps FC (6)                                 |
| 2002-2003 | Manchester United FC (4)                                |
| 2003-2004 | Newcastle FC (7)                                        |
| 2004-2005 | Newcastle FC (8)                                        |
| 2005-2006 | Newcastle FC (9)                                        |
| 2006-2007 | Newcastle FC (10)                                       |
| 2007-2008 | Lincoln Red Imps FC (11)                                |
| 2008-2009 | Lincoln Red Imps FC (12)                                |
| 2009-2010 | Lincoln Red Imps FC (13)                                |
| 2010-2011 | Lincoln Red Imps FC (14)                                |
| 2011-2012 | St. Joseph's FC (8)                                     |
| 2012-2013 | St. Joseph's FC (9)                                     |
| 2013-2014 | Lincoln Red Imps FC (15)                                |
| 2014-2015 | Lincoln Red Imps FC (16)                                |
| 2015-2016 | Lincoln Red Imps FC (17)                                |
| 2016-2017 | Europa FC (6)                                           |
| 2017-2018 | Europa FC (7)                                           |
| 2018-2019 | Europa FC (8)                                           |
| 2019-2020 | Titre non attribué en raison de la pandémie de Covid-19 |
| 2020-2021 | Lincoln Red Imps FC (18)                                |
| 2021-2022 | Lincoln Red Imps FC (19)                                |
| 2022-2023 | Bruno's Magpies (1)                                     |
| 2023-2024 | Lincoln Red Imps FC (20)                                |
| 2024-2025 | Bruno's Magpies (2)                                     |

## Bilan par club
| Rang | Clubs               | Titre(s) | Dernier titre |
| ---- | ------------------- | -------- | ------------- |
| 1    | Lincoln Red Imps FC | 20       | 2023-2024     |
| 2    | St. Joseph's FC     | 9        | 2012-2013     |
| 3    | Europa FC           | 8        | 2018-2019     |
| 4    | Glacis United FC    | 5        | 1997-1998     |
| 5    | Manchester 62 FC    | 4        | 2002-2003     |
| 6    | FC Britannia XI     | 3        | 1947-1948     |
| 6    | Gibraltar United FC | 3        | 2000-2001     |
| 7    | Bruno's Magpies     | 2        | 2024-2025     |
| 8    | St. Theresa's FC    | 1        | 1994-1995     |